# Yann Brenier
Yann Brenier (Saint-Chamond, 1 de janeiro de 1957) é um matemático francês.
Yann Brenier obteve um doutorado na Universidade Paris IX em 1982, orientado por Guy Chavent.
Foi palestrante convidado do Congresso Internacional de Matemáticos em Pequim (2002).

## Publicações
- (em francês) Yann Brenier, « La brouette de Monge ou le transport optimal », Interstices, 2007.